# تپه دورت بروک
تپه دورت بروک مربوط به دوران‌های تاریخی پس از اسلام است و در شهرستان آق قلا، بخش وشمگیر، روستای حبیب ایشان واقع شده و این اثر در تاریخ ۲۵ اسفند ۱۳۸۰ با شمارهٔ ثبت ۵۴۲۹ به‌عنوان یکی از آثار ملی ایران به ثبت رسیده است.